# Euphoresia viridicans
Euphoresia viridicans är en skalbaggsart som beskrevs av Brenske 1901. Euphoresia viridicans ingår i släktet Euphoresia och familjen Melolonthidae. Inga underarter finns listade i Catalogue of Life.